# Tim Jackson (econoom)
Tim Jackson (1957) is een Britse ecologische econoom en hoogleraar duurzame ontwikkeling aan de Universiteit van Surrey. Hij is de directeur van het Centre for the Understanding of Sustainable Prosperity (CUSP), een multidisciplinair, internationaal onderzoeksconsortium dat de economische, sociale en politieke dimensies van duurzame welvaart wil begrijpen. Hij werd vooral bekend door zijn bestseller Welvaart zonder groei (2009 en 2017).

## Welvaart zonder groei
In zijn functie als Economisch Commissaris voor de Commissie Duurzame Ontwikkeling van het Verenigd Koninkrijk, schreef hij een controversieel rapport: Prosperity Without Growth: Economics for a Finite Planet (2009). Een substantieel herziene tweede editie (Prosperity Without Growth: Foundations for the Economy of Tomorrow) is in januari 2017 gepubliceerd. Door te stellen dat "welvaart - in welke betekenisvolle zin dan ook - materiële zorgen overstijgt", vat het boek de bewijzen samen dat groei voorbij een bepaald punt niet bijdraagt aan het menselijke welzijn. Prosperity without Growth analyseert de complexe relaties tussen groei, milieucrises en sociale recessie. Het stelt een route voor naar een duurzame economie en pleit voor een herdefinitie van "welvaart" in het licht van de bewijzen voor wat echt bijdraagt aan het welzijn van mensen. Door de technologische vooruitgang en het nastreven van steeds hogere winsten is er een verband tussen financiële groei en menselijke uitbuiting en vernietiging van het milieu. Jackson spreekt van het "tijdperk van onverantwoordelijkheid". "De duidelijkste boodschap van de financiële crisis van 2008 is dat ons huidige model van economisch succes fundamentele gebreken vertoont. Voor de geavanceerde economieën van de westerse wereld is voorspoed zonder groei geen utopische droom meer. Het is een financiële en ecologische noodzaak."
Het boek werd door Le Monde beschreven als 'een van de meest opvallende boeken over milieueconomie van de afgelopen jaren'. De socioloog Anthony Giddens noemde het "een must-read voor iedereen met belangstelling voor zaken als klimaatverandering en duurzaamheid - gedurfd, origineel en uitgebreid." Prosperity without Growth is vertaald in 17 talen, waaronder Zweeds, Duits, Frans, Grieks, Spaans, Italiaans, Nederlands en Chinees.
Jackson ontwikkelt in zijn werken een economisch model dat zonder groei werkt. Hij pleit voor een aanpassing van het heersende kapitalisme, dat gebaseerd is op een constante economische groei, en "volledig in strijd met onze wetenschappelijke kennis van de eindige hulpbronnen van onze planeet en de storingsgevoelige ecologie, waarvan ons overleven afhankelijk is." Hij bepleit de ontwikkeling van een economie die sterk afhankelijk is van diensten en lokaal geproduceerde, duurzame goederen.
Hij stelt kortere werktijden voor die enerzijds het welzijn van werknemers verhogen en anderzijds de aanhoudende groei van de productiviteitsgroei verminderen (degrowth). Reclame op de openbare televisie moet drastisch worden verminderd. In openbare ruimtes zoals musea, parken en onderwijsinstellingen moet meer worden geïnvesteerd. Voor Jackson is het belangrijk "om mensen haalbare alternatieven te bieden voor hun levensstijl als consument."